# Guillermo Donoso Vergara
Guillermo Donoso Vergara (Talca, 1 de enero de 1915 - Santiago, 4 de julio de 1996) fue un abogado y político liberal chileno. Hijo del exparlamentario Guillermo Donoso Grez y de Sara Vergara Moreno.
Contrajo matrimonio con Ester Barros Silva (1940). Educado en el Liceo Blanco Encalada de Talca, en el Instituto Nacional de Santiago y en la Facultad de Derecho de la Pontificia Universidad Católica de Chile, donde se graduó como abogado con una tesis titulada "Estudio histórico-económico de la producción y comercio de granos" (1938).
Se dedicó también a la agricultura y explotó el fundo “Santa Teresa de Ranquimilli” en Talca.

## Actividades políticas
Militante del Partido Liberal, fue presidente del Centro de la Juventud Liberal de Talca.
- Diputado por Talca, Curepto y Lontué (1941-1945), participando de la comisión permanente de Constitución, Legislación y Justicia.
- Diputado por Talca, Curepto y Lontué (1945-1949), integró en este período la comisión permanente de Relaciones Exteriores.
- Diputado por Talca, Curepto y Lontué (1949-1953), en esta ocasión participó de la comisión permanente de Hacienda.
- Director de la Compañía de Seguros La Mundial y del Consorcio Nacional de Seguros (1953-1957).
- Diputado por Talca, Curepto y Lontué (1957-1961), integrando la comisión de Relaciones Exteriores.
- Representante de Chile en la Conferencia de los 21, celebrada en Bogotá, Colombia (1959), reunión cuyo objeto era preparar la Alianza para el Progreso.
- Diputado por Talca, Curepto y Lontué (1961-1965), en esta oportunidad fue parte de la comisión de Relaciones Exteriores.
- Presidente de la Asociación Agrícola Central de Talca (1965-1975)
- Secretario de los Sindicatos de Productores Agrícolas (1970-1973)
- Presidente de la Cooperativa Vitivinícola de Talca (1980-1990).